# Guardão
Guardão es una freguesia portuguesa del concelho de Tondela, con 18,77 km² de superficie y 1.834 habitantes (2001). Su densidad de población es de 97,7 hab/km².